# Капитан Гащи: Първото епично приключение
„Капитан Гащи: Първото епично приключение“ (на английски: Captain Underpants: The First Epic Movie) е американски компютърна анимация от 2017 година, базиран по едноименната детска поредица на Дав Пилкей, продуциран от DreamWorks Animation и е разпространен от 20th Century Fox. Режисиран от Дейвид Сорен по сценарий на Никълъс Столър, озвучаващия състав се състои от Кевин Харт, Ед Хелмс, Томас Мидълдич и Ник Крол.
Сюжетът проследява двама въображаеми шегаджии от началното училище на имена Джордж Биърд и Харолд Хътчинс, които хипнотизират своя коравосърдечен директор, г-н Круп, като си мислят, че той е капитан Гащи, супергерой, който се бори с престъпността, докато носи само бельо и нос, мислейки, че има суперсили.
Филмът прави премиера на 21 май 2017 г. Regency Village Theater в Лос Анджелис и е издаден в САЩ на 2 юни в 3D и 2D. Филмът получи като цяло положителни отзиви, като критиците похвалиха анимацията, шантавия, но очарователен хумор, верността на изходните си материали и актьорската игра, особено от Хелмс. Той спечели 125 милиона долара в световен мащаб при бюджет от 38 милиона долара, най-ниският бюджет за компютърно анимиран пълнометражен филм на DreamWorks. На 13 юли 2018 г. излезе телевизионен сериал на Netflix, The Epic Tales of Captain Underpants.
Това беше последният филм на DreamWorks Animation, разпространен от 20th Century Fox, тъй като правата върху цялата библиотека на DreamWorks Animation, включително този филм, вече са собственост на Universal Pictures, след закупуването на компанията от NBCUniversal през 2016 г.

## В България
В България филмът първоначално е разпространен на 13 ноември 2017 г. на A+Films с български субтитри.
На 22 февруари 2021 г. е излъчен за първи път по bTV Cinema.